# Заповідник Лева

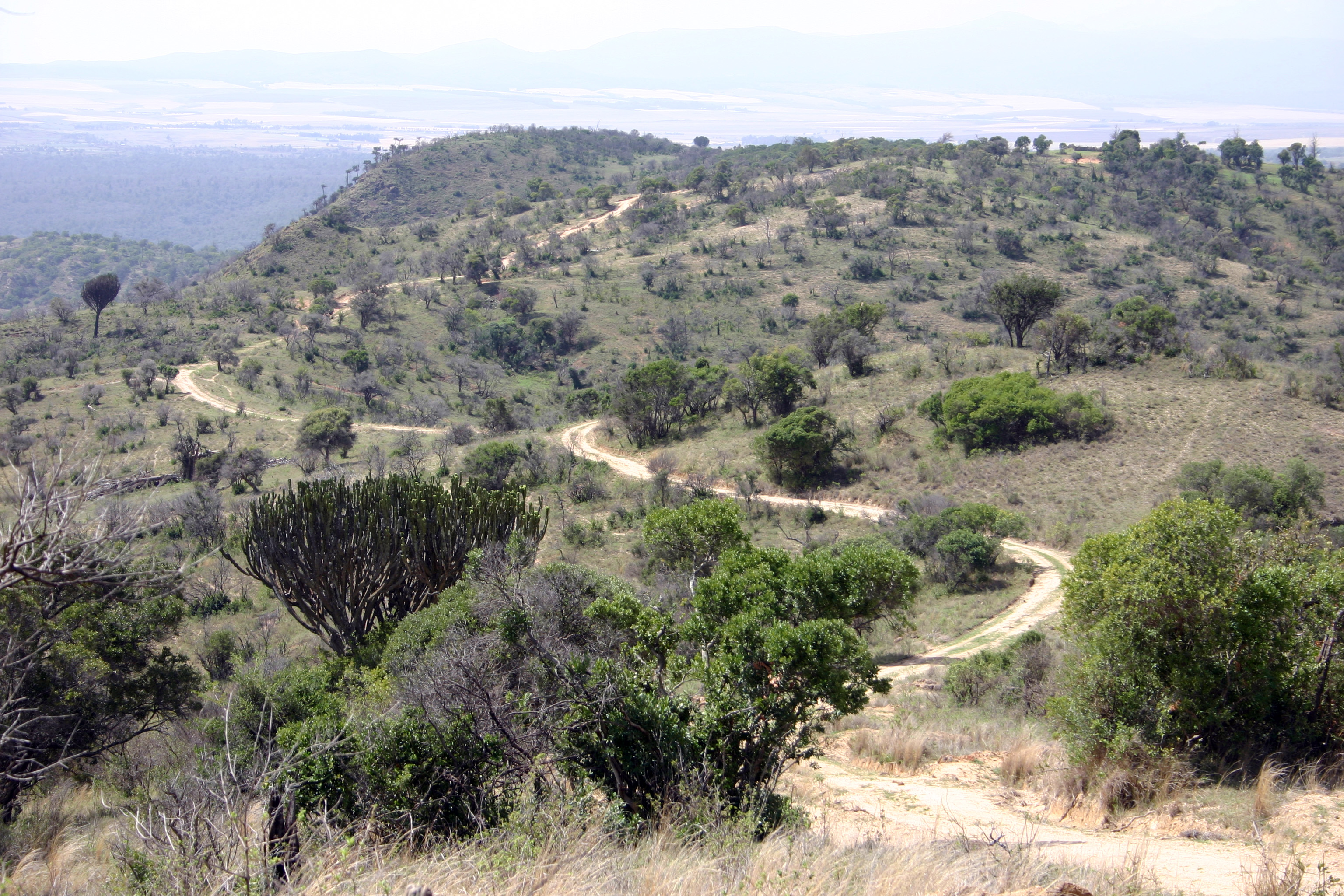
дорога на Леву

Приватний заповідник Лева (також відомий як Lewa Downs) розташований на півночі Кенії. Він був створений у 1995 році, і є заповідником дикої природи, який разом із прилеглим лісом Нгаре Ндаре охоплює понад 250 км².
Заповідник є домом для великої різноманітності диких тварин, включаючи рідкісних і зникаючих чорних носорогів, зебр Греві та ситатунг. У заповіднику  можна зустріти велику п'ятірку (лев, леопард, слон, носоріг та буйвіл). У Лева проживає понад 12% популяції східних чорних носорогів Кенії та найбільша популяція зебр Греві у світі (приблизно 350 особин). У заповіднику зареєстровано 490 видів птахів.
Lewa має власну освітню програму, яка допомагає розвивати школи. Lewa Wildlife Conservancy знаходиться в окрузі Меру, на південь від міста Ісіоло, на північ від гори Кенія.

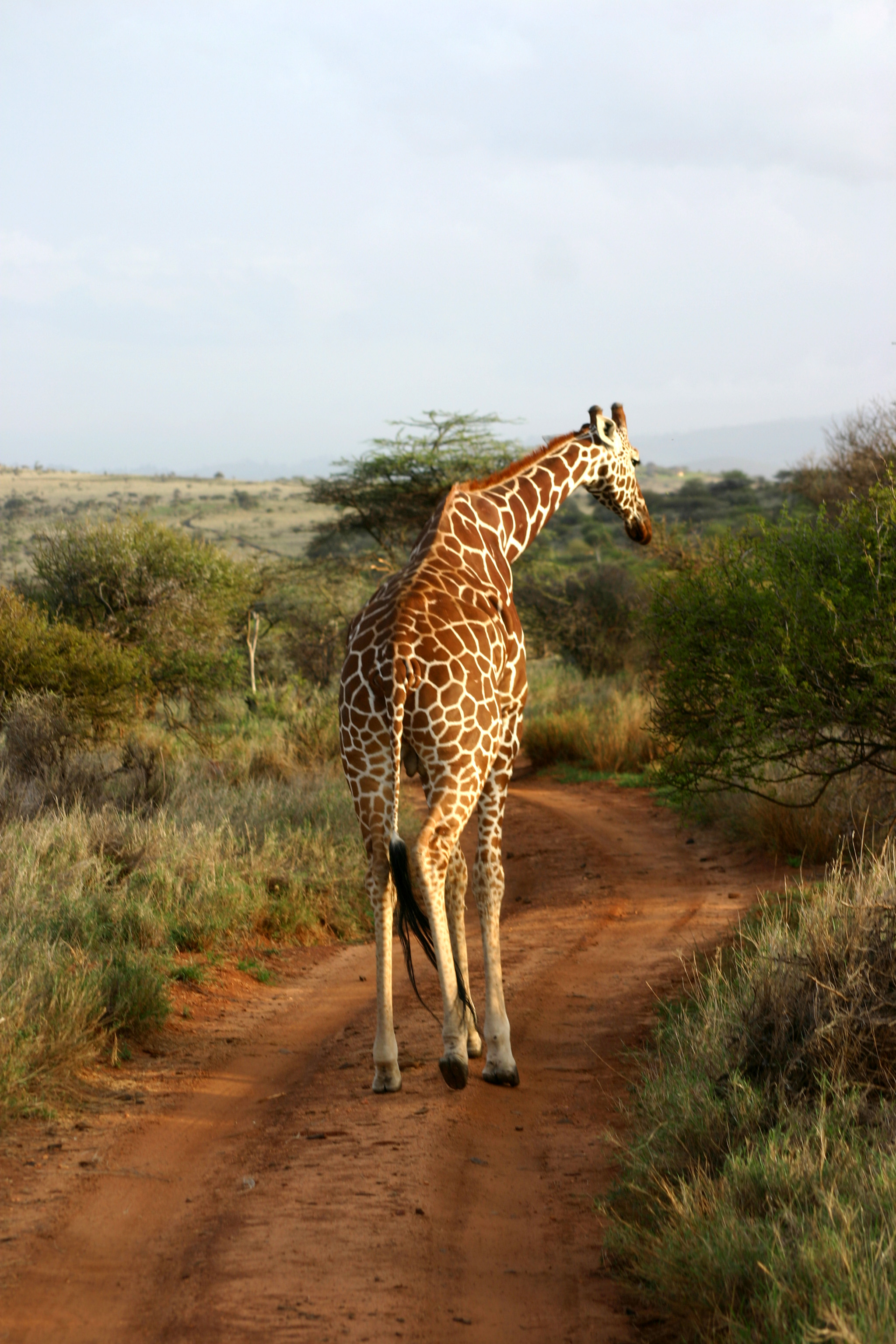
Сітчастий жираф у Лева

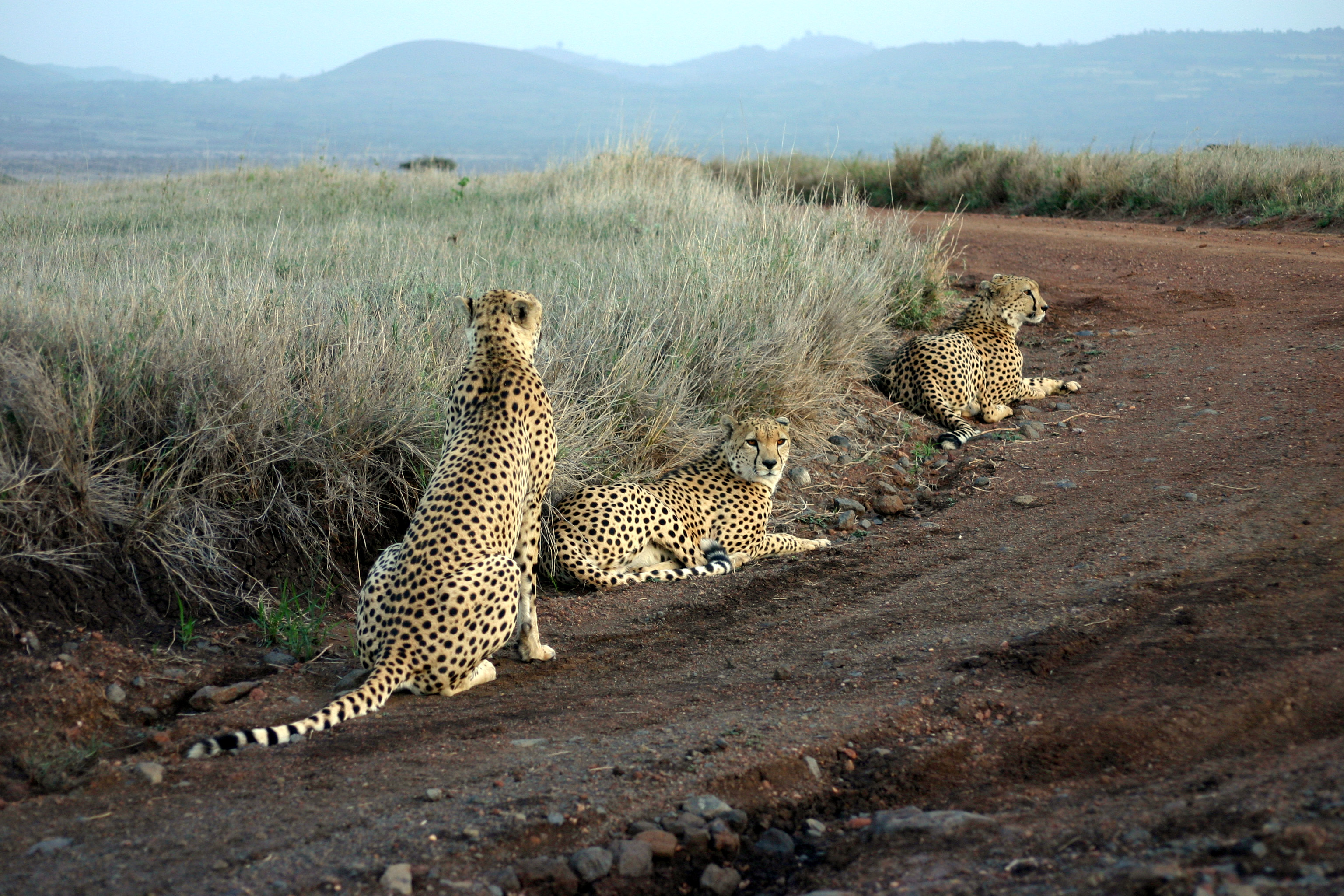
Східноафриканські гепарди.